# قتل‌های محفلی کرمان
قتل‌های محفلی کرمان به قتل‌هایی گفته می‌شود که در سال ۱۳۸۱ در کرمان اتفاق افتاد. ۶ تن از اعضای بسیج یکی از مساجد کرمان ۵ نفر از شهروندان کرمانی را به قتل رساندند. این افراد در چندین مرحله به اعدام محکوم شدند، اما در نهایت به دلیلی که رضایت خانواده‌های مقتولان خوانده شد، حکم اعدامشان لغو شد. در سال ۱۳۹۲ چهار نفر از متهمان این پرونده حکم نهایی اعدام را از دیوان عالی کشور دریافت کردند و حکم جهت اجرا ابلاغ شد.

## دلیل جنایت
در این قتل‌ها تعدادی از اعضای بسیج یکی از مساجد کرمان اقدام به کشتن ۵ نفر نمودند. این افراد در بازجویی‌ها با اشاره به شنیدن سخنرانی محمدتقی مصباح یزدی آن را دلیل اعمال خود دانستند. مصباح یزدی در آن سخنان گفته بود «اگر کسی خلاف شرعی مرتکب شود مؤمنان وظیفه دارند به او تذکر دهند، در مرحله بعد وظیفه دارند که به پلیس معرفی اش کنند، و اگر بعد از چند بار به این نتیجه رسیدند که پلیس و دستگاه قضایی نیز این افراد را مجازات نمی‌کنند، خودشان می‌توانند دست به کار شده و خاطیان را به سزای اعمال خود برسانند.» مصباح یزدی با فرستادن نامه‌ای به دادگاه صدور فتوا را تکذیب نمود. اما گفت تمام سخنانش در کرمان «استنساخ از منابع معتبر فقهی بوده‌است.»

## قاتلان
قاتلان همگی عضو پایگاه مقاومت بسیج شهید علی‌اصغر مولای کرمان بودند.
- محمدحمزه مصطفوی، ۲۲ ساله‏، مجرد،[۶] متولد ۱۳۶۰، فرمانده پایگاه بسیج. او در حال گذراندن خدمت سربازی‌اش در دفتر فرماندهٔ نیروی انتظامی کرمان بود.[۵] به گفتهٔ وکیلش او طلبه مدرسه الهادی قم بوده‌است.[۶]
- علی ملکی، ۲۵ ساله، مجرد، میوه‌فروش[۶]
- سلیمان جهانشاهی، ۲۲ ساله، مجرد، نقاش ساختمان[۶]
- محمد یاعباسی، ۲۱ ساله، مجرد، کارمند، جانشین فرماندهی پایگاه مقاومت علی‌اصغر مولا[۶]
- محمد سلطانی، ۱۹ ساله، مجرد، سرباز قرارگاه سیدالشهداء[۶]
- چنگیز سالاری، ۳۸ ساله، متأهل،[۶] خادم مسجد غلامعلی و از بسیجیان فعال در پایگاه بسیج مسجد[۷]

## بعضی از مقتولان
- مصیب افشاری
- محسن کمالی
- جمیله (زهرا) امیراسماعیلی
- شهره نیک‌پور
- محمدرضا نژادملایری

مطابق بررسی شهرام رفیع‌زاده در گویانیوز، تا زمان دستگیری قاتلان، ۱۳ قتل دیگر با روش‌های مشابه در کرمان، صورت گرفته‌است که پرونده آن‌ها مسکوت مانده‌است. به گفته شاهدان عینی، بعد از این قتل ها ، خانواده ها بر سر مزار فرزندانشان حاضر نشدند و جسد ها قابل تشخیص نبود.

## جزئیات قتل‌ها
قتل‌ها با طراحی قبلی انجام می‌شده‌است. قربانیان به محل‌های مورد نظر کشانده می‌شدند و پس از دستگیری و بازجویی، در خصوص قتل‌ها تصمیم گرفته می‌شده‌است. در صورتی که تصمیم به قتل می‌شد، قربانیان را به محل‌های خلوت و متروک می‌بردند، می‌کشتند، و جسدشان را سر به نیست می‌کردند.
عاملان قتل در زمان ارتکاب قتل‌ها ۴ دستگاه بی‌سیم‏، خودرو، دستبند و مکان پایگاه مقاومت علی‌اصغر مولا را در اختیار داشته‌اند. محمدحمزه مصطفوی و محمد یاعباسی دارای کارت و احکام ممهور به مهر ناحیهٔ مقاومت بسیج بوده‌اند.

### قتل مصیب افشاری
اولین قتل، قتل مصیب افشاری، جوان ۲۰ ساله بوده‌است که در ۲۲ شهریور ۱۳۸۱ انجام می‌شود. به گفتهٔ حمزه مصطفوی «مصیب مشغول مشروب‌فروشی در میدان ارگ بود. با دیدن بچه‌های پایگاه پا به فرار گذاشت. او را دستگیر کردیم و به پایگاه آوردیم. از او بازجویی کردیم و استخاره کردیم که خوب آمد او را بکشیم. سلیمان گردن او را فشار داد، من دست و پایش را گرفتم و محمد هم کمک کرد، اما موفق نشدیم. من گفتم: مسجد جای امن خداست، بیرون برویم.» قاتلان در ۲۳ شهریور مقتول را به هفت باغ کرمان می‌برند، او را با دستان بسته در یک گودال یک متری می‌گذارند، و سپس سنگ بزرگی را به سمت او پرتاب می‌کنند. مصطفوی در اعترافات خود گفته‌است که چندین بار سنگ را بر سر مقتول کوفته‌است و سپس با کمک همراهانش بر روی مقتول خاک ریخته‌اند. قاتلان سپس به طرف کرمان حرکت می‌کنند و در راه تکیه فاطمیه، زیارت عاشورا می‌خوانند و به خانه‌هایشان بازمی‌گردند. اتهام فروش مشروبات الکلی مصیب افشاری هیچگاه ثابت نشد.

### قتل محسن کمالی
در ۲۹ شهریور ۱۳۸۱ قاتلان در حال بررسی شغل محسن کمالی، جوانی ۲۰ ساله که شنیده بودند فروشندهٔ مواد مخدر است بودند. چنگیز سالاری اولین کسی بود که پرده از قتل او برداشت. او ماه‌ها بعد در اعترافات خود می‌نویسد که کمالی را در آن روز بازداشت کرده‌اند و «با خودرو پیکان علی ملکی از پایگاه خارج شدیم، و به باغ پسته رفتیم در آنجا یک تلمبه آب بود. ما چهار نفر پیاده شدیم و محسن را به کنار حوض آب بردیم. حمزه او را داخل آب انداخت؛ ما هم وارد آب شدیم. حمزه با پای راستش گردنش را زیر آب نگه داشت. ما هم بدنش را ۲۰ دقیقه نگاه داشتیم تا دست و پا زدنش تمام شد و بعد او را به جاده ماهان بردیم، کنار همان جایی که مصیب را انداخته بودیم، انداختیم و رویش کمی خاک ریختیم. بعد من به خانه رفتم.»

### قتل جمیله امیراسماعیلی
محمد یاعباسی در اعترافات خود دربارهٔ قتل جمیله امیراسماعیلی می‌گوید: «آقای مصطفوی شب زنگ زد خانهٔ ما و گفت بلند شو بیا خانه آقای … آدرس را نمی‌دانستم، آدرس داد. گفت فوراً بیا و ماشین را هم بیار و من رفتم دنبال علی ملکی … رفتیم آنجا. دیدم که به آن زن دستبند زدند و حمزه گفت او را به داخل ماشین ببرید … همین‌طور داخل شهر می‌چرخیدیم. حمزه گفت که باید او را به سر تلمبه (حوض) ببریم. مصطفوی استخاره گرفته بود، گفت استخاره خوب است … من گفتم حمزه این زن است و من دست به جایی از او نمی‌زنم. گفت باشد تو اطراف را داشته باش … دیدم که حمزه او را داخل آب انداخت و علی ملکی هم داخل آب بود.»

### قتل محمدرضا نژادملایری و شهره نیک‌پور و دستگیری قاتلان
در ۲۸ آبان ۱۳۸۱ مادر شهره نیک‌پور، با نام عشرت، به نیروی انتظامی کرمان مراجعه کرد و مدعی شد که دختر ۲۸ ساله‌اش شب گذشته به همراه نامزدش، محمدرضا نژادملایری، با یک خودروی پژوی سفیدرنگ از منزل خارج شده‌اند و تاکنون برنگشته‌اند.
در ۱۵ آذر همان سال، با گزارش یک راننده، مأموران نیروی انتظامی جسد مردی حدوداً ۳۰ ساله را در بیابان کشف کردند که بیشتر قسمت‌های بدنش توسط حیوانات خورده شده بود. پس از تحقیقات مشخص شد که این جسد متعلق به محمدرضا نژادملایری است.
پژوی سفیدرنگ مقتول در ۱۷ آذر در زنگی‌آباد توسط مأموران اداره آگاهی شناسایی شد. خودرو به کمک بنزین سوزانده شده بود به طوری که موتور آن نیز ذوب شده بود. چند روز بعد مأموران نیروی انتظامی توانستند در حوالی مکانی که جسد محمدرضا را کشف کرده بودند، جسد نامزدش شهره را پیدا کنند. مادر شهره از روی بقایای جسد و تکه‌های لباس توانست دخترش را شناسایی کند.
تلفن همراه محمدرضا نژادملایری توسط قاتلان سرقت شده بود و همچنان فعال بود. مأموران با بررسی تماس‌ها موفق شدند قاتلان را شناسایی کنند. در میان این تماس‌ها شمارهٔ افراد دیگری که مفقود شده بودند هم ردگیری شد.
محمد سلطانی در اعترافاتش می‌گوید: «من با او (حمزه) مخالفت کردم، گفتم آن‌ها را به مرکز اجرایی ببریم؛ ولی (حمزه) گفت خیر ما که از این‌ها مدرکی نداریم. اگر به مرکز اجرایی ببریم آنها را آزاد می‌کنند. گفتم خوب منظورت چیست؟ گفت باید آنها را بکشیم.»

## مختومه کردن پرونده
پرونده قتل‌های محفلی که در سال ۸۱ در استان کرمان رخ داده بود با اعلام رضایت تمامی اولیای دم در سال ۹۷ بسته شد.